# Гродинский сельсовет
Гродинский сельсовет — административная единица на территории Ошмянского района Гродненской области Белоруссии.

## Состав
Гродинский сельсовет включает 20 населённых пунктов:
- Бояры — хутор.
- Вельмуты — деревня.
- Вяжи — хутор.
- Гологуры — деревня.
- Гроди — деревня.
- Дебеси — деревня.
- Дружба — деревня.
- Журавы — деревня.
- Зеленка — хутор.
- Медюны — деревня.
- Ровное Поле — деревня.
- Рамейки — хутор.
- Слобода — деревня.
- Стрельчики — деревня.
- Ступковщина — деревня.
- Суходолы — деревня.
- Тележишки — деревня.
- Толминово — деревня.
- Труханы — деревня.
- Укропишки — хутор.

Упразднённые населённые пункты на территории сельсовета: хутора Кравчишки, Рачки.